# Сексуальный каннибализм

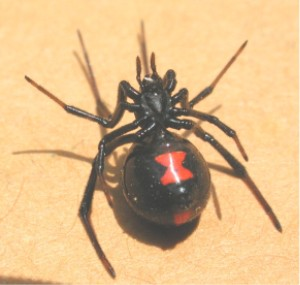
Чёрная вдова

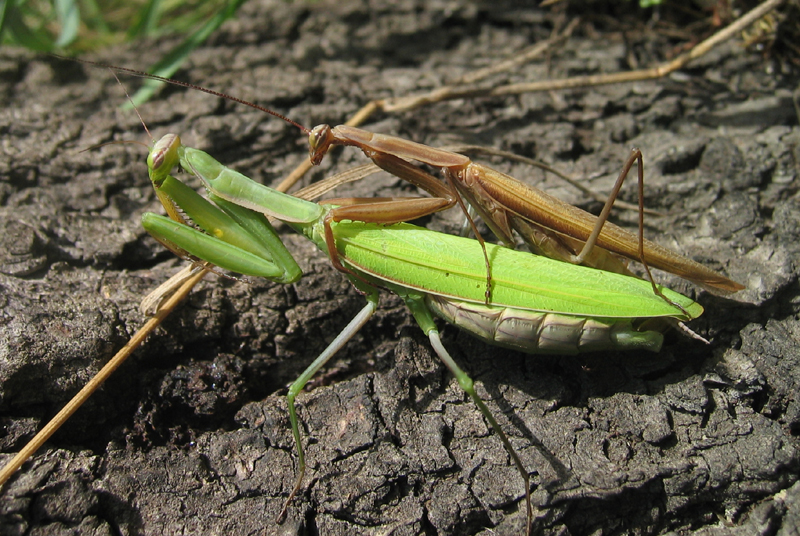
Спаривающиеся богомолы

Сексуальный каннибализм — особенность полового поведения некоторых насекомых (богомолы, некоторые виды мух и комаров) и многих пауков, заключающаяся в том, что самка в процессе спаривания или после его окончания съедает партнёра.
Один смысл такого поведения очевиден: самка накапливает силы для выращивания потомства, в чём заинтересован и покойный самец. Некоторые исследователи видят в этом и отбор наилучших самцов для производства потомства.
Самки всех видов, которым свойственен сексуальный каннибализм, гораздо больше самцов (см. половой диморфизм). Распространена теория, что они просто не вычленяют самцов из множества животных, служащих им добычей (то есть съедают их как бы «по ошибке»).
Для самца выгода менее очевидна, так как специфика мужского пола — в возможности оплодотворять нескольких самок. Накоплено довольно много свидетельств того, что самцы стараются минимизировать риск быть съеденным. Например, самцы некоторых видов пауков подсовывают самкам умерщвлённых ими насекомых, используя для спаривания время, когда самка отвлекается на поедание «заместителя». Ситуация осложняется тем, что самец может быть съеден до того, как оплодотворит самку, и соответственно послужит ресурсом для чужого потомства. Подсовывание самке добычи-«заместителя» зачастую не избавляет самца от гибели, но позволяет совершить половой акт.
Существуют стратегии, позволяющие самцу посмертно обеспечить успешность оплодотворения самки его спермой. Так, шаровые пауки, погибая, оставляют половой орган в теле самки, исключая возможность последующего её спаривания с другим самцом.
Другая группа стратегий — стратегии, предполагающие избегания гибели — вообще или в течение как можно более долгого времени (в рамках полового акта). Помимо использования добычи-«заместителя», это также предпочтение сытых самок голодным, незаметное и неожиданное приближение. У самцов красноспинного паука образуется на теле перетяжка (он как бы «втягивает живот»), когда он готовится к спариванию. Как предполагают учёные, это позволяет оттянуть момент повреждения жизненно важных органов самкой. Другие жертвуют половым органом, избегая гибели (половые органы у членистоногих — парные).
Возможно, этот поведенческий стереотип присущ и древесным рогатым улиткам.
Исследование учёных, опубликованное в журнале Biology Letters выявило ещё один способ, которым пользуются самцы, чтобы не стать жертвой сексуального каннибализма. Ученые наблюдали в лаборатории за поведением двух видов чёрных вдов — L. hasselti и L. geometricus. Оказалось, что самцы и того, и другого вида охотно спариваются с неполовозрелыми самками, находящимися на завершающей стадии созревания. Секс происходит за 2-4 дня до финальной линьки, когда у самок уже сформировалась половая система, но половые отверстия ещё остаются закрытыми. Самцы расковыривают своими хелицерами (ротовыми придатками) их кутикулу в районе гениталий и вводят свою сперму в их сперматеки — особые парные полости, предназначенные для хранения семенного материала. В результате, когда неполовозрелая самка линяет и становится готовой к зачатию, она уже несёт в своём теле сперму самца. В отличие от взрослых особей, юные самки практически никогда не съедают партнёра. Помимо безопасности этот способ позволяет самцам спариваться с разными паучихами и тем самым значительно увеличивает шансы успешной передачи генов.